# ビタミンETV
ビタミンETV（-イーティービー）は、NHK教育テレビで2007年4月7日から2009年3月まで放送されていた番組紹介番組。

## 概要
NHK教育テレビ専門の広報番組。ETVのアニメ番組紹介を兼ねて、視聴者から募集したイラストを紹介するコーナーがある（過去にメジャー、電脳コイル、スポンジ・ボブなどのイラストが紹介された）。

## 放送時間
2007年度
- 土曜18:25-18:30／日曜17:50-17:55（各曜日、別の内容）

2008年度
- 金曜11:55-12:00／金曜19:45-19:50／金曜22:25-22:30（1日3回、同じ内容）

## 出演者
- たしろさおり